# Schlacht bei Wetzlar
1792

Porrentruy – Marquain – Quiévrain – Verdun – Thionville – Valmy – Lille – Mainz (1792) – Jemappes
1793

Aldenhoven I – Namur – Neerwinden – Mainz (1793) – Famars – Valenciennes (1793) – Arlon (1793) – Hondschoote – Meribel – Avesnes-le-Sec – Pirmasens – Toulon – Fontenay-le-Comte – Cholet – Lucon – Trouillas – Dünkirchen – Le Quesnoy – Menin I – Wattignies – Weißenburg I – Biesingen – Kaiserslautern I – Weißenburg II
1794

Boulou – Landrecis – Menin II – Mouscron – Martinique – Guadeloupe – Tourcoing – Tournai – Kaiserslautern II – San-Lorenzo de la Muga – 13. Prairial – Fleurus – Kaiserslautern III – Vosges – Aldenhoven II
1795

Cornwallis’ Rückzug – Genua – Groix – Hyeres – Handschuhsheim – Mainz (1795) – Mannheim – Loano
1796

Montenotte – Millesimo – Dego – Mondovì – Lodi – Borghetto – Castiglione – Mantua – Siegburg – Altenkirchen – Wetzlar – Kircheib – Kehl – Kalteiche – Friedberg  – Malsch – Neresheim – Sulzbach – Deining – Amberg – Würzburg – Neufundland – Rovereto – Bassano – Limburg – Biberach I – Emmendingen – Schliengen – Caldiero – Arcole – Irland
1797

Fall von Kehl – Rivoli (1797) – St. Vincent – Diersheim – Santa Cruz – Neuwied – Camperduin
Die Schlacht bei Wetzlar (auch Gefecht von Wetzlar genannt) am 15. und 16. Juni 1796 war eine Schlacht im Ersten Koalitionskrieg.
Mit der Schlacht von Wetzlar begann Erzherzog Karl von Österreich seinen Versuch, die Franzosen vom östlichen Rheinufer fernzuhalten. In der zweitägigen Schlacht manövrierte er die französischen Kräfte aus und umging ihre Flanken. Dies zwang General Jourdan, den Oberbefehlshaber der französischen Sambre-Maas-Armee, schließlich zum Rückzug, welcher Teile des französischen Heeres in die Schlacht bei Kircheib führte. Jedoch war der eigentliche Plan der Franzosen aufgegangen, und der Erzherzog musste seine den südlichen Rhein schützende Position aufgeben.

## Vorgeschichte
Die französische Kampagne hatte zum Ziel, den Erzherzog von seiner Position wegzulocken und somit den Übergang über den Rhein freizumachen. Die österreichischen Truppen waren zunächst auf beiden Seiten des Rheins verteilt. Die Hauptstreitmacht lag linksrheinisch zwischen Bad Kreuznach und Baumholder, während ein kleineres Kontingent, unter der Führung von Ferdinand Friedrich August von Württemberg, rechtsrheinisch zwischen Ehrenbreitstein und Altenkirchen aufgestellt war. Carnot entwickelte den Plan, die Sambre-Maas-Armee unter Jourdan bei Düsseldorf den Rhein überqueren zu lassen und so Erzherzog Karl über den Rhein zu zwingen. Durch die damit freigewordene Lücke sollte General Moreau mit seiner Rhein-Mosel-Armee den Rhein südlich überqueren und Habsburg unter Druck setzen.
Am 30. Mai 1796 setzte General Kléber mit zwei Divisionen über den Rhein und marschierte nach Siegburg, wo er am 1. Juni nach kurzem Gefecht den Übergang über die Sieg erzwang. Bei der Schlacht von Altenkirchen drängte er Württembergs Kräfte weiter ab und marschierte in Richtung Wetzlar. Gleichzeitig drängte Jourdan am 12. Juni mit dem Gros seiner Armee bei Neuwied über den Rhein, während Erzherzog Karl dasselbe über Mainz tat.

## Schlachtverlauf
Am 12. Juni 1796 hatte die französische Sambre-Maas-Armee an der Lahn folgende Stellung: Die Division Bernadotte stand mit dem Hauptkontingent bei Holzappel, mit Posten zwischen Nassau und Lahnstein, den rechten Flügel an den Rhein, den linken an die Division Championnet gelehnt, welche die Lahnhöhen gegenüber Diez besetzte. Beide deckten die Blockade von Ehrenbreitstein und der dort befindlichen Festung, die der Division Bonnaud aufgetragen worden war. Diese war nach dem 14. noch mehr gesichert, da die Österreicher an diesem Tage aus Nassau und vom rechten Lahnufer verdrängt wurden.
Neben der Division Championnet stand die Division Grenier, mit dem linken Flügel an dem Dorf Elz und mit dem rechten am Wald hinter Gückingen, um die Straße von Wallmerod und Montabaur zu sichern. Die Division Colaud war auf den Anhöhen bei Limburg gegenüber postiert und die Division Lefebvre bildete einen Haken hinter einer Schlucht in der Nähe von Ober- und Niedertiefenbach. Diese sollte alle Straßen von Weilburg und Wetzlar beobachten und stellte ihre Vorposten zwischen Münchhausen und Leun aus. Sie hielten Weilburg und die Brücke von Leun besetzt und standen in Verbindung mit dem Lager von Herborn. Die Kavalleriedivision Bonneau (Bonnaud) diente zur Reserve hinter den zwei Divisionen des linken Flügels. Die österreichischen Kräfte waren zu diesem Zeitpunkt noch zahlenmäßig unterlegen, da Erzherzog Karl mit zusätzlichem Entsatz von Wurmser von Süden heraneilte.
Den 13. und 14. Juni nutzte Jourdan zur Aufklärung und wartete auf Munition. Als er erkannte, dass Feldzeugmeister von Wartensleben, welcher zu diesem Zeitpunkt das Kommando innehatte, noch immer schwach positioniert war und Erzherzog Karl noch auf sich warten ließ, beschloss er anzugreifen. Die Division Championnet, durch die Division Bernadotte unterstützt, sollte über Diez hervorbrechen, und die Division Colaud bei Runkel und Dietkirchen über die Lahn gehen. Diese Divisionen sollten sich, sobald sie den Übergang erzwungen haben würden, auf die Flanken des österreichischen Heeres begeben und sie angreifen, während Grenier über Limburg hervorbrechen würde. Jourdan hatte diesen Angriff für den 17. vorgesehen, da er Lefebvre noch Zeit einräumte, um seine Position zu beziehen.
Der Erzherzog schickte Feldzeugmeister von Wartensleben eine Verstärkung und ging mit dem Hauptteil seiner Truppen, in der Absicht den linken Flügel des französischen Heeres anzugreifen, auf Wetzlar vor. Am 13. Juni fand sich ein Teil seiner Streitkräfte in Butzbach ein. Am 14. kam die Vorhut bei Wetzlar an und warf hier französische Posten zurück, welche die Brücke von Leun besetzt hatten. Am folgenden Tag ging diese Vorhut über die Lahn und drängte die Vorposten von Soult bis Greifenstein ab, während Lefebvre sich Wetzlar näherte. Als dieser von der Ankunft des Feindes unterrichtet wurde, schickte er einige Bataillone aus, um die Brücke von Leun wieder einzunehmen und seine rechte Flanke zu decken. Mit dem Hauptteil seiner Division marschierte er der Kolonne, welche über die große Straße von Wetzlar vorrückte, entgegen. Die Österreicher wurden abgewiesen, Lefebvre kam bis auf das Plateau am Zusammenfluss von Dill und Lahn, und nahm die Abtei von Altenberg durch einen gewaltsamen Angriff ein.
Als der Feind sich nach Wetzlar zurückgezogen hatte, begann eine heftige Kanonade, welche die französischen Truppen gut überstanden. Unterdessen kam der Erzherzog mit seiner Streitmacht an und befahl einen allgemeinen Angriff auf die von Lefebvre befehligten Truppen. Nachdem die Franzosen ein hartnäckiges Gefecht gegen die überlegenen Streitkräfte geliefert hatten, wurden sie gezwungen, sich zurückzuziehen. Lefebvre kehrte während der Nacht in seine erste Stellung hinter der Schlucht von Tiefenbach zurück. Sein Verlust betrug weniger als 500 Mann, allerdings musste er seine Kanonen zurücklassen.
Als Jourdan vom Eintreffen des Erzherzogs erfuhr, gab es für ihn keinen Zweifel mehr über dessen Pläne und er befahl am 16. Juni 1796, sich langsam von Wetzlar zu lösen und den Rückmarsch über Altenkirchen anzutreten.

## Folgeereignisse
Jourdan hatte sein Ziel erreicht. Erzherzog Karl hatte den Rhein überquert und den Weg für Moreau frei gemacht. Dieser hielt nun auf Kehl zu, um dort den Rhein zu überqueren. Wurmser musste sich, durch den Entsatz geschwächt, nach Mannheim zurückziehen.
Jourdan zog sich in gleicher Weise zurück, wie er vormarschiert war. Er selbst, die Divisionen Grenier, Championnet, Bernadotte und ein Teil der Kavallerie zogen staffelweise über Montabaur nach Neuwied. Bonnaud längs dem Rhein auf Köln, Kléber mit den Divisionen Lefebvre und Colaud und einer Brigade schwere Kavallerie auf der Straße von Altenkirchen an die Sieg. Am 17. Juni 1796 um 9 Uhr war das Korps Klébers schon bei Freilingen. Der Erzherzog erhielt auf dem Marsch die Nachricht vom vollständigen Rückzug des Feindes. Er änderte daher seine Richtung, machte eine Flankenbewegung nach Rennerod und ließ die Division Werneck nach Emmerichenhain abrücken. Die Verfolgung des Feindes an der Front wurde den an der Lahn aufgestellten Truppen übertragen. Die Franzosen hatten in derselben Nacht das ganze Ufer des Flusses zügig verlassen. Die Österreicher folgten ihnen in mehreren Kolonnen: eine über Lahnstein, eine über Villmar und Hadamar bis Molsberg, eine über Weilburg und Merenberg nach Neunkirchen, Wartensleben über Limburg. Überall kam es zu unbedeutenden Scharmützeln zwischen den Vorposten.